# نیو اسکول بریکز
نیو اسکول بریکز (به انگلیسی: Nu Skool Breaks) (یا آن طور که گاهی از آن یاد می‌شود نیو بریکز (به انگلیسی: Nu Breaks))، زیر سبکی از بریک بیت و برخاسته از بازه زمانی بین سال‌های ۱۹۹۸ و ۲۰۰۲ است. این سبک معمولاً بر اساس صداهای انتزاعی تر و تکنیکی تر شناخته شده و گاهی از ترکیبی از سبک‌های یو-کی گاراژ، الکترو و درام اند بیس تشکیل می‌شود. به‌طور معمول قطعاتی که در این سبک نوشته می‌شوند تندائی برابر ۱۲۵ تا ۱۴۰ ضرب در دقیقه دارند و غالباً همراه با باس‌های چیره شده بر دیگر سازها می‌باشد. در تقابل با سبک بیگ بیت که زیر سبک دیگری از موسیقی بریک بیت است، مجموع صداها، کمتر صداهای هیپ هاپ و صداهای اسیدی را شامل می‌شود.